# Interfaccia utente naturale
L’interfaccia utente naturale, in sigla NUI (dal corrispondente termine inglese Natural User Interface), è il termine utilizzato da designer e sviluppatori di interfacce per computer per fare riferimento ad una interfaccia utente che è completamente invisibile, oppure lo diventa con successive interazioni, ai suoi utenti. La parola “naturale” è usata perché la maggior parte dei computer usa dispositivi di controllo artificiale il cui funzionamento deve essere appreso. Una NUI è rivolta ad un utente in grado di effettuare movimenti relativamente naturali, azioni e gesti che devono controllare l'applicazione del computer o manipolare contenuti sullo schermo.
La principale caratteristica di una NUI è la mancanza di una tastiera fisica e/o mouse.

## Evoluzione
Durante la presentazione della conferenza “Predicting the Past” del 2008, la NUI è stata descritta come “la prossima fase evolutiva dopo il passaggio dall'interfaccia a riga di comando (CLI) all'interfaccia grafica utente (GUI)”.
Nella CLI, gli utenti dovevano utilizzare un mezzo artificiale per immettere i dati, la tastiera, e usare una serie di input in codice con una sintassi rigorosa, ricevendo i dati in uscita sotto forma di testo scritto. In seguito, quando venne introdotto il mouse e l'interfaccia grafica, gli utenti potevano più facilmente interagire con il sistema attraverso i movimenti del mouse, permettendo di lavorare maggiormente con contesti ad oggetti e con il contenuto attivo visualizzato sullo schermo. Un rapido esempio per fare capire la filosofia di un'interfaccia grafica è l'utilizzo dello strumento “drag” (“trascinare”). Si dispone sul desktop di una finestra che intendiamo spostare, la cosa più intuitiva è prenderla e trascinarla dove più ci interessa. Questo è proprio quello che s'intende effettuare, cliccando con il mouse sulla finestra, spostandola letteralmente. Come si può notare la GUI è di più facile utilizzo, anche per i meno esperti di computer, rispetto alla CLI.
Inoltre non richiedono competenze avanzate, e ciò ha permesso alla massa di avvicinarsi all'utilizzo del computer, facendone diventare un mezzo di largo e facile uso, a differenza dei primi anni '80, il cui utilizzo era riservato ad una piccola nicchia ed élite d'utenti.
La NUI invece consente agli utenti di manipolare i contenuti in modo più diretto usando movimenti più naturali, azioni e gesti. Poiché la NUI è così veloce da imparare, l'aggettivo “intuitivo” viene usato da molti per descrivere come gli utenti interagiscono con esso.
Il Consumer Electronics Show del 2010 ha dimostrato diversi nuovi prodotti che utilizzano interfacce NUI. “Ora una nuova ondata di prodotti è destinata ad essere dotata di interfacce naturali utente, dispositivi elettronici rivolti a un pubblico sempre più ampio”.

## Primi esempi di interfacce NUI

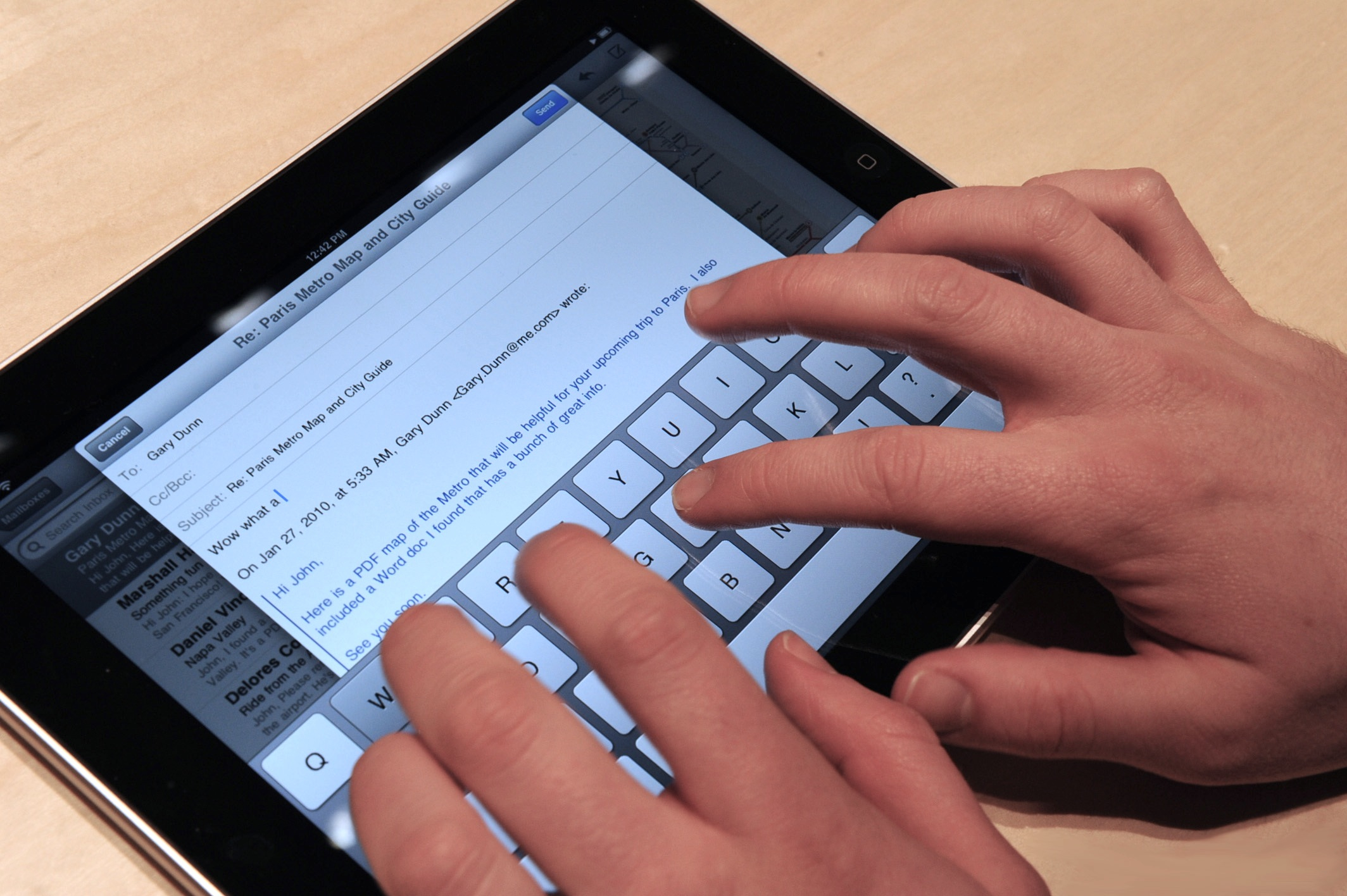
L'iPad, il dispositivo elettronico di casa Apple con interfaccia touch-screen

### Multi touch
Quando a Bill Buxton è stato chiesto di parlare dell'interfaccia dell'iPhone, ha risposto “le tecnologie multi-touch hanno una lunga storia. Per dirla in prospettiva, l'opera originale intrapresa dal mio team è stata fatta nel 1984, stesso anno in cui il primo Macintosh è stato rilasciato, e non siamo stati i primi”.

## Esempi di interfacce NUI

### Jeff Han
Un esempio è il lavoro svolto da Jefferson Han sull'interfaccia multi-touch. In una dimostrazione al TED (Technology Entertainment Design), nel 2006, ha mostrato una varietà di modi per interagire con il contenuto dello schermo utilizzando sia manipolazioni diretta che gesti. Per esempio, se avessimo dovuto costruire una massa gelatinosa sullo schermo, Jeff letteralmente “pizzicava” la materia informe con le proprie dita. In una interfaccia GUI probabilmente per avere lo stesso risultato un utente avrebbe dovuto selezionare due parti della massa che intendeva modificare e utilizzare uno strumento, per esempio l'azione dedicata “pizzica”. Han ha dimostrato che l'interazione dell'utente con il sistema potrebbe essere molto più intuitiva se si procedesse all'introduzione di schermi in grado di rilevare una gamma molto più ampia di azioni umane e di gesti.

### Microsoft PixelSense (Samsung SUR40)
Microsoft PixelSense parte da idee simili su come gli utenti interagiscono con il sistema, ma aggiunge la possibilità di un dispositivo ottico in grado di riconoscere gli oggetti posti sopra di esso. In questo modo, gli utenti possono attivare azioni sul computer attraverso gli stessi oggetti e movimenti, come il touch-screen di Jeff Han, ma permette anche agli oggetti di entrare a far parte dei meccanismi di controllo. Così, per esempio, quando si inserisce un bicchiere di vino sul tavolo, il computer lo riconosce come tale e visualizza in contenuti associati a quel bicchiere di vino. Mettere un bicchiere di vino su un tavolo è per una persona una cosa naturale quindi Microsoft PixelSense si può inserire nella categoria delle interfacce naturali utente.

### Kinect
Kinect è una telecamera sviluppata da Microsoft inizialmente come accessorio aggiuntivo per Xbox in grado di interfacciare l'utente con l'applicazione attraverso i movimenti del corpo.

### Windows 8 e Microsoft Surface
Windows 8 è un sistema operativo pensato per il multi-touch. L'SDK del Runtime di Windows 8 permette di realizzare interfacce NUI grazie agli eventi di "Manipulation". Diversi produttori, tra cui Microsoft stessa con il tablet Surface, hanno realizzato dispositivi multi-touch per Windows 8.
Tra i prodotti hardware più interessanti ricordiamo Lenovo IdeaCentre Horizon 27", che è un table PC portatile multi-touch da 27 pollici su cui è stata realizzata l'interfaccia NUI Aura, all'interno della quale gli utenti possono interagire con immagini e video, trascinando, ruotando e ridimensionando gli oggetti utilizzando i gesti touch.
Per Windows 8.1 esiste l'App nuiSense scaricabile da Windows Store che è un ottimo esempio di interfaccia utente naturale, proprio come lo è Aura di Lenovo.

## Particolari interfacce naturali

### Organic User Interface (OUI)

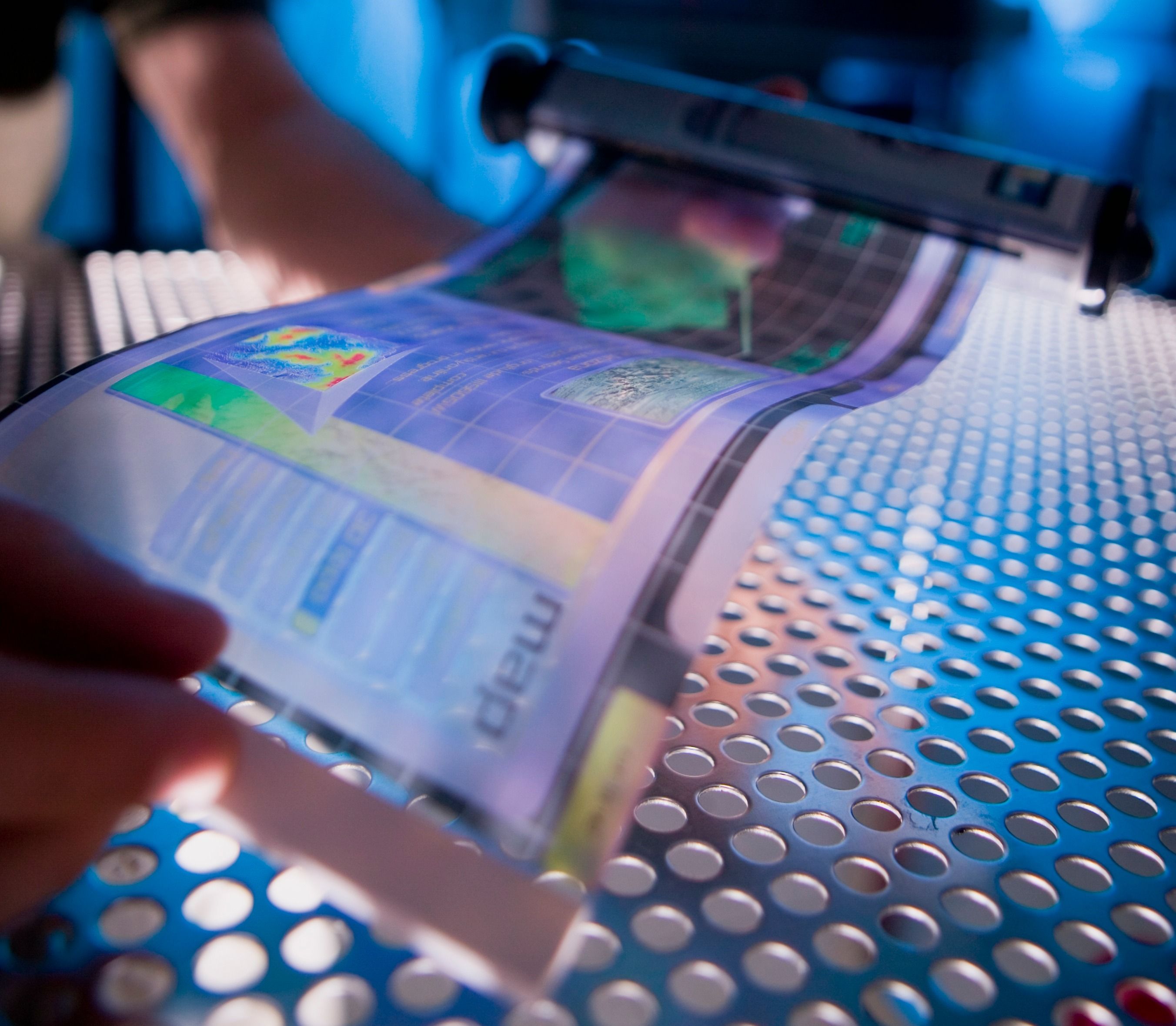
Un display flessibile: un ottimo esempio di OUI

La Organic User Interface (OUI) è un importante risultato nello studio delle interfacce per computer ottenuto per lo più dal professore Roel Vertegaal della Queen's University, dopo consistenti studi nel suo laboratorio.
Dopo i normali dispositivi rigidi rettangolari (monitor) di largo utilizzo fino a tutto il primo decennio del ventunesimo secolo, il voler adottare questa nuova tecnologia è partita dall'idea del computer adattato a qualsiasi oggetto e quindi che possa assumere qualunque forma come riportato dalle ricerche del professore dell'università canadese.
Questo genere d'interfaccia porta proprio a computer piatti, capaci di assumere forme impensabili per una macchina e addirittura flessibili, capaci anche di interagire con gli utenti mediante il tatto.
Tutte queste caratteristiche portano a una vera rivoluzione nel campo dei computer con provvidenziali vantaggi tra cui, per esempio, l'incredibile semplicità di trasporto dei dati elaborati nelle suddette macchine.
Un esempio che possa meglio rendere l'idea è una banalissima lattina di bibita dotata di un display su cui poter leggere gli ultimi aggiornamenti sotto forma di feed RFID. Si potrebbero visualizzare trailer di film appena usciti, pubblicità, il notiziario e altro ancora.
Con questa nuova tecnologia è quindi possibile, in parole povere, incorporare i computer in un qualunque oggetto della vita quotidiana.

### Touch User Interface (TUI)
Una TUI altro non è che il touch-screen, interfaccia ormai molto diffusa, dagli sportelli bancomat al cellulare, con diverse tipologie di funzionamento.
Tuttavia, nonostante sia un ottimo esempio di NUI, è un'interfaccia utente meno precisa rispetto a quella di tipo grafico.

### Tangible User Interface (TUI)
L'acronimo TUI viene anche usato per designare il concetto di interfaccia utente tangibile che designa quelle interfacce utente che si propongono di consentire l'interazione con il computer per mezzo di oggetti fisici tangibili (quali potrebbero essere anche oggetti comuni come martelli, mele, libri, eccetera) in alternativa alla prassi tradizionale basata sul ricorso alle cosiddette periferiche .